# Peter Hume Brown
Peter Hume Brown, född den 17 december 1849 i Tranent, död den 1 december 1918, var en skotsk historieskrivare. 
Brown, som var uppvuxen i Prestonpans, blev 1891 professor i äldre skotsk historia vid Edinburghs universitet. Han skrev bland annat John Knox (2 band, 1895) och History of Scotland (3 band, 1898–1909; omfattande tiden till och med 1843). Han ledde från 1898 utgivningen av The register of Privy council of Scotland. År 1908 blev han kunglig historiograf.